# Szágarmantha Nemzeti Park
A Szágarmantha Nemzeti Park a Himalájában fekszik Nepál területén. 1976-ban hozták létre, hogy megóvják a Mount Everest körüli területet a hegymászók okozta károktól. A hegyekből, gleccserekből és mély völgyekből álló terület magába foglalja a világ legmagasabb hegycsúcsát, valamint több hétezer méter feletti csúcsot is. A park hegyei geológiailag fiatalnak tekinthetők, akkor alakultak ki, amikor az indiai szubkontinens összeütközött az eurázsiai lemezzel. A földmozgások jelenleg is tartanak, ennek következtében a hegység évente három centiméterrel emelkedik. A területen számos kolostor áll, köztük a legfontosabb a Tengpocse-kolostor. A park több mint kétharmada ötezer méter fölötti kopár vidék, 28%-a legelő és alig 3%-a erdős terület. A természetrombolás miatt alacsony számban előforduló emlősök harminc fajhoz tartoznak, de megtalálható köztük olyan ritka fajok egyedei is, mint a hópárduc. 1979-ben került fel az UNESCO világörökségi listájára

## Növényvilága
A nemzeti parkban a Himalájára jellemző tizenegy növényzóna közül hat megtalálható. Az alsó szintet a fenyvesekkel tarkított hegyi tölgyerdő borítja. Háromezer méter felett, a szubalpin szinten leginkább jegenyefenyők, nyírfák, és rododendronok nőnek. Ebben a magasságban Nepál nemzeti virága, a rododendron a monszun időszaka (május-szeptember) előtt virágzik.
A lejtőket ilyenkor vörös és rózsaszínű cserjék borítják. A négyezer méter az erdőhatár, felette  az alpesi szinten kúszó boróka, néhány rododendron és az alpesi rét a jellemző. Ezer méterrel magasabban már csak néhány szár nélküli növényfaj tűri a jég és a szél sanyargatását. Hatezer méter felett van a jég és szikla birodalma, egy páratlan szépségű, de zord ásványvilág.

## Állatvilága

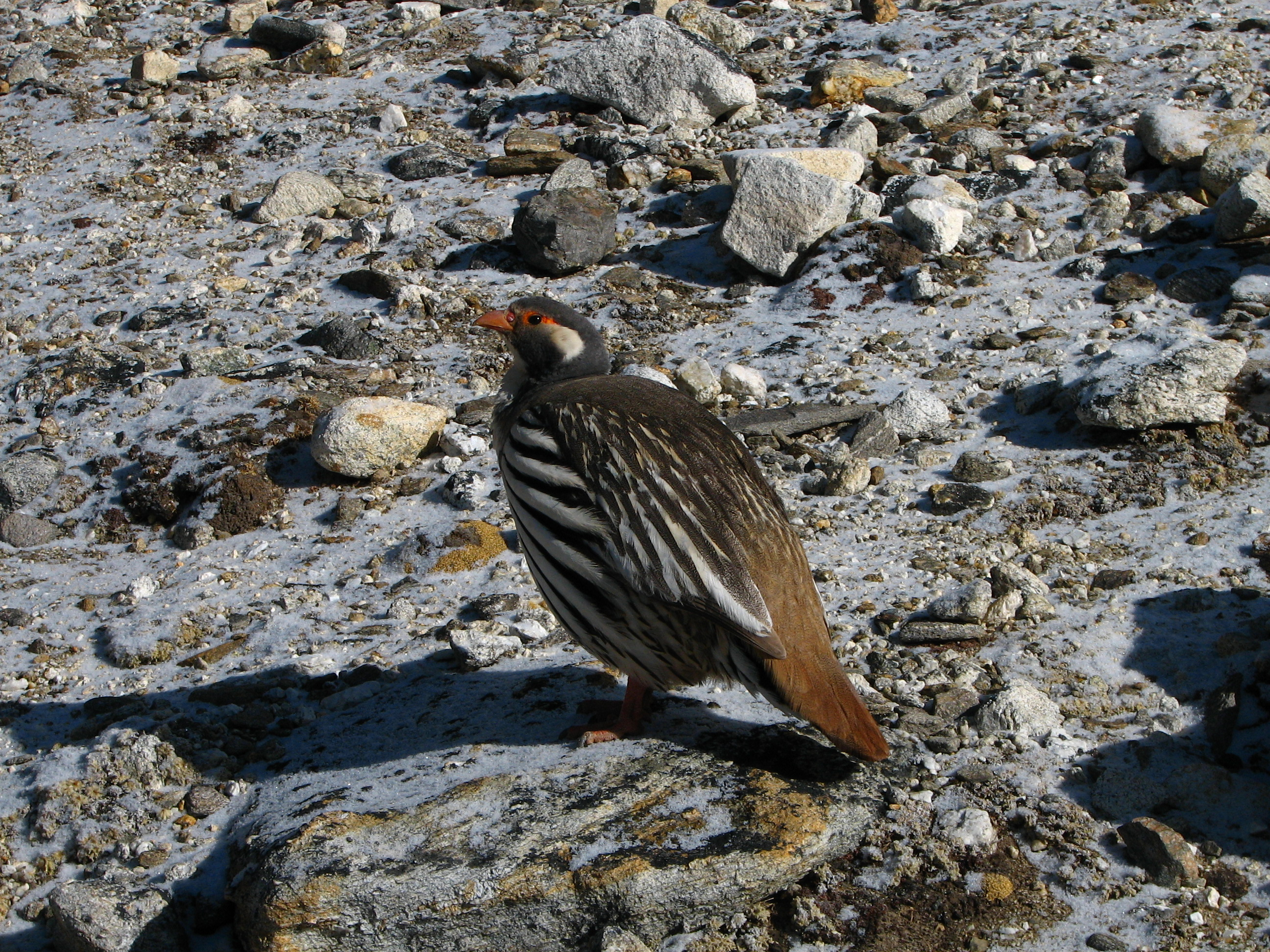
Tibeti királyfogoly

A Csomolungma 118 madárfajnak ad otthont. Legjellemzőbb a szakállas saskeselyű, a himalájai fényfácán , a vérfácán és a nyolcezer méter magasságban is előforduló havasi csóka. Az emlősök közül a pézsmaszarvas, sörényes tahr, kis panda valamint az igen ritka, veszélyeztetett hópárduc a magas hegyek lakója.

## Serpák
A Himalája környékét a serpák lakják, háziállatuk a jak. A serpák a tibeti buddhizmus Nyingmapa szektájához tartoznak. A parkban számos kolostor található. A szerzetesi cellákkal körülvett, 3876 méter magasságban elhelyezkedő Thyangboche rendkívüli kilátást nyújt a Himalája hegyláncára, és magába foglalja a világ tetejét képviselő népek és tájak szellemiségét.